# Lista över optiska teleskop

Storleksjämförelse mellan de största optiska teleskopen, existerande och kommande.

Detta är en lista över optiska teleskop med objektivdiameter som är 3 meter eller större. Förteckningen är sorterad efter teleskopets öppning som speglar teleskopets förmåga att samla in ljus.

## Förteckning över reflektorteleskop
Förteckningen är sorterad efter teleskopets storlek vad gäller öppning. 
| Namn                                                          | Bild | Effektiv öppning m | Öppn. tum | spegeltyp                            | Land / Sponsor                                                       | Plats                                                   | Byggt     |
| ------------------------------------------------------------- | ---- | ------------------ | --------- | ------------------------------------ | -------------------------------------------------------------------- | ------------------------------------------------------- | --------- |
| Large Binocular Telescope (LBT)                               |      | 11,9 m (8,4 m×2)   | 330″×2    | Flera speglar (2st)                  | USA, Italien, Tyskland                                               | Mount Graham Internationals Obs., Arizona, USA          | 2004      |
| Gran Telescopio Canarias (GTC)                                |      | 10,4 m             | 410″      | Segmenterad spegel (36 segment)      | Spanien (90%) Mexiko, USA                                            | ORM, Kanarieöarna, Spanien                              | 2006/9    |
| Keck 1                                                        |      | 10 m               | 400″      | Segmenterad spegel (36 segment)      | USA                                                                  | Mauna Kea-observatoriet, Hawaii, USA                    | 1993      |
| Keck 2                                                        | 1996 | 10 m               | 400″      | Segmenterad spegel (36 segment)      | USA                                                                  | Mauna Kea-observatoriet, Hawaii, USA                    |           |
| Southern African Large Telescope (SALT) (11 m × 9,8 m spegel) |      | 9,2 m              | 362″      | Segmenterad spegel (91 segment)      | Sydafrika, USA, Storbritannien, Tyskland, Polen, Nya Zeeland         | South African Astronomical Observatory                  | 2005      |
| Hobby–Eberly-teleskopet (HET) (11 m × 9,8 m spegel)           |      | 9.2 m              | 362″      | Segmenterad spegel (91 segment)      | USA, Tyskland                                                        | McDonald Observatory, Texas, USA                        | 1997      |
| Subaru (JNLT)                                                 |      | 8,2 m              | 323″      | Enkel spegel                         | Japan                                                                | Mauna Kea-observatoriet, Hawaii, USA                    | 1999      |
| VLT 1 (Antu)                                                  |      | 8,2 m              | 323″      | Enkel spegel                         | ESO-länderna + Chile                                                 | Paranal Observatory, Chile                              | 1998      |
| VLT 2 (Kueyen)                                                | 1999 | 8,2 m              | 323″      | Enkel spegel                         | ESO-länderna + Chile                                                 | Paranal Observatory, Chile                              |           |
| VLT 3 (Melipal)                                               | 2000 | 8,2 m              | 323″      | Enkel spegel                         | ESO-länderna + Chile                                                 | Paranal Observatory, Chile                              |           |
| VLT 4 (Yepun)                                                 | 2001 | 8,2 m              | 323″      | Enkel spegel                         | ESO-länderna + Chile                                                 | Paranal Observatory, Chile                              |           |
| Gemini North (Gillett)                                        |      | 8,1 m              | 318″      | Enkel spegel                         | USA, Storbritannien, Kanada, Chile, Australien, Argentina, Brasilien | Mauna Kea-observatoriet, Hawaii, USA                    | 1999      |
| Gemini South                                                  |      | 8,1 m              | 318″      | Enkel spegel                         | USA, Storbritannien, Kanada, Chile, Australien, Argentina, Brasilien | Cerro Pachón, Chile                                     | 2001      |
| MMT (1 x 6,5 M1)                                              |      | 6,5 m              | 256″      | Enkel spegel                         | USA                                                                  | F. L. Whipple Obs., Arizona, USA                        | 2000      |
| Magellan 1 (Walter Baade)                                     |      | 6,5 m              | 256″      | Segmenterad spegel                   | USA                                                                  | Las Campanas Obs., Chile                                | 2000      |
| Magellan 2 (Landon Clay)                                      | 2002 | 6,5 m              | 256″      | Segmenterad spegel                   | USA                                                                  | Las Campanas Obs., Chile                                |           |
| BTA-6                                                         |      | 6 m                | 238″      | Enkel spegel                         | Sovjetunionen + Ryssland                                             | Zelenchukskaya, Kaukasus, Ryssland                      | 1975      |
| Large Zenith Telescope (LZT)                                  |      | 6 m                | 236″      | Vätskespegel                         | Kanada, Frankrike, USA                                               | Maple Ridge, British Columbia                           | 2003      |
| Hale Telescope (200 tum)                                      |      | 5,08 m             | 200″      | Enkel spegel                         | USA                                                                  | Palomar Observatory, Kalifornien                        | 1948      |
| LAMOST (6,67 m × 6,05 m + 5,72 m × 4,40 m korrektor)          |      | 4,9 m–3,6 m        | 193″      | Segmenterad spegel (37 + 24 segment) | Kina                                                                 | Beijing Astronomical Obs., Xinglong, Kina               | 2008      |
| MMT (6×1,8 m) originaloptik                                   |      | 4,7 m (6×1,8 m)    | 186″      | Segmenterad spegel (6 segment)       | USA                                                                  | F. L. Whipple Obs., Arizona, USA                        | 1979–1998 |
| Discovery Channel Telescope                                   |      | 4,3 m              | 169″      | Enkel spegel                         | USA                                                                  | Lowell Observatory, Happy Jack, Arizona                 | 2012      |
| William Herschel-teleskopet                                   |      | 4,2 m              | 165″      | Enkel spegel                         | Storbritannien, Nederländerna, Spanien                               | ORM, Kanarieöarna, Spanien                              | 1987      |
| SOAR                                                          |      | 4,1 m              | 161″      | Enkel spegel                         | USA, Brasilien                                                       | Cerro Pachón, Chile                                     | 2002      |
| VISTA                                                         |      | 4,1 m              | 161″      | Enkel spegel IR                      | ESO-länderna                                                         | Paranal Obs., Chile                                     | 2008      |
| Mayalls 4-metersteleskop                                      |      | 4 m                | 158″      | Enkel spegel                         | USA                                                                  | Kitt Peak National Obs., Arizona, USA                   | 1973      |
| Victor Blanco-teleskopet                                      |      | 4 m                | 157″      | Enkel spegel                         | USA                                                                  | Cerro Tololo Inter-American Obs., Chile                 | 1976      |
| Anglo-Australian Telescope (AAT)                              |      | 3,89 m             | 154″      | Enkel spegel                         | Australien + Storbritannien                                          | Australian Astronomical Obs., Siding Spring, Australien | 1975      |
| United Kingdom Infrared Telescope (UKIRT)                     |      | 3,8 m              | 150″      | Enkel spegel IR                      | Storbritannien                                                       | Mauna Kea-observatoriet, Hawaii, USA                    | 1978      |
| 3.67m AEOS Telescope (AEOS)                                   |      | 3,67 m             | 145″      | Enkel spegel                         | USA                                                                  | Air Force Maui Optical Station, Haleakala, Hawaii       | 1996      |
| Telescopio Nazionale Galileo(TNG)                             |      | 3,58 m             | 138″      | Enkel spegel                         | Italien                                                              | La Palma, Kanarieöarna                                  | 1997      |
| New Technology Telescope (NTT)                                |      | 3,58 m             | 142″      | Enkel spegel                         | ESO-länderna                                                         | Europeiska sydobservatoriet, Cerro La Silla, Chile      | 1989      |
| Canada-France-Hawaii Telescope (CFHT)                         |      | 3,58 m             | 141″      | Enkel spegel                         | Kanada, Frankrike, USA                                               | Mauna Kea-observatoriet, Hawaii, USA                    | 1979      |
| ESO 3.6 m Telescope                                           |      | 3,57 m             | 140″      | Enkel spegel                         | ESO-länderna                                                         | Europeiska sydobservatoriet, Cerro La Silla, Chile      | 1977      |
| MPI-CAHA 3.5m                                                 |      | 3,5 m              | 138″      | Enkel spegel                         | Tyskland+Spanien                                                     | Calar Alto Obs., Spanien                                | 1984      |
| USAF Starfire 3.5m                                            |      | 3,5 m              | 138″      | Enkel spegel                         | USA                                                                  | Starfire Optical Range, New Mexico, USA                 | 1994      |
| WIYN Telescope                                                |      | 3,5 m              | 138″      | Enkel spegel                         | USA                                                                  | Kitt Peak National Obs., USA                            | 1994      |
| Herschelteleskopet                                            |      | 3,5 m              | 138″      | Enkel spegel IR                      | ESA-länderna                                                         | Earth lagrange point L2 (space)                         | 2009      |
| Astrophysical Research Consortium (ARC)                       |      | 3,48 m             | 137″      | Enkel spegel                         | USA                                                                  | Apache Point Obs., Sacramento Peak, New Mexico, USA     | 1994      |
| Shane Telescope                                               |      | 3,05 m             | 120″      | Enkel spegel                         | USA                                                                  | Lick Observatory, Mt. Hamilton, Kalifornien, USA        | 1959      |
| NASA IRTF                                                     |      | 3 m                | 118″      | Enkel spegel IR                      | USA                                                                  | Mauna Kea-observatoriet, Hawaii, USA                    | 1979      |
| NASA-LMT (NODO) avvecklad                                     |      | 3 m                | 118″      | Vätskespegel                         | USA                                                                  | Sacramento Peak, New Mexico, USA                        | 1995–2002 |

## Kronologiskt
| Störst år | Namn                     | Ut | In | Öppning (m) | Area (m²) | Primär spegel (M1)               | Not.                                       | Altitud |
| --------- | ------------------------ | -- | -- | ----------- | --------- | -------------------------------- | ------------------------------------------ | ------- |
| 2009–     | Gran Telescopio Canarias |    |    | 10,4 m      | 74 m²     | 36 x 1,9 m hexagons primärspegel | Segmenterad spegel                         | 2267 m  |
| 1993–2009 | Keck 1                   |    |    | 10 m        | 76 m2     | 36 x 1,8 m hexagons primärspegel | Segmenterad spegel, M1 f/1.75              | 4145 m  |
| 1976–1993 | BTA-6                    |    |    | 6 m         | 26 m²     | 605 cm f/4 primärspegel          | Spegel utbytt två gånger                   | 2070 m  |
| 1948–1976 | Hale (200 tum)           |    |    | 5,1 m       | m²        | 508 cm f/3.3 primärspegel        | Art deco dome                              | 1713 m  |
| 1917–1948 | Hooker (100 tum)         |    |    | 2,54 m      | m²        |                                  | Även använd som 1:a optiska interferometer | 1742 m  |

## Planerade teleskop
Förteckningen anger teleskop som är under planering.
- European Extremely Large Telescope 39,3 m [11] (Planerad invigning 2024)
- Thirty Meter Telescope 30 m[12] (Planerad invigning 2022)
- Giant Magellan Telescope 7×8,4 m speglar = 24,5 m öppning (21,4 m ekvivalent area)[13]
- Large Synoptic Survey Telescope 8,4 m (Planerad till år 2019)
- James Webb-teleskopet 6,5 m (Uppskjutning planerad till oktober 2018)
- Pan-STARRS 4 x 1,8 m (1 online)
- Magdalena Ridge Observatory Telescope Array 10 x 1,4 m
- Thai National Telescope Project 2,4 m[14]
- Daniel K. Inouye Solar Telescope 4 m
- International Liquid Mirror Telescope 4 m[15]
- Hubble Origins Probe studie påbörjad
- ALPACA telescope, 8 m vätskespegel [16]
- Advanced Technology Large-Aperture Space Telescope (ATLAST), 8-15 m rymdteleskop